# 胡泳 (學者)
胡泳，政治學博士，北京大學新聞與傳播學院教授（2007年至今）。

## 簡歷
- 《中國日報》記者[2]
- 《三聯生活周刊》主筆 [3]
- 《互聯網周刊》編委會主席[4]
- 《環球管理》總編[5]
- 《北大商業評論》副主編 [6]
- 中央電視台《經濟信息聯播》主編[7]
- 中央電視台《對話》總策劃[8]
- 中央電視台《贏在中國》總編輯[9]
- 中央電視台《我們》總策劃[10]
- 中國傳播學會常務理事、中國網絡傳播學會常務理事、中國信息經濟學會學術委員會委員
- “信息社會50人論壇”成員
- 中國信息經濟學會信息社會研究所學術委員會主席
- 北京大學匯豐商學院學術委員會委員
- 中華互聯網研究會會（Chinese Internet Research Conference）指導委員會委員
- 《國際新聞界》、《公共管理評論》、《傳播與社會學刊》（香港）、《二十一世紀》（香港）、《中華傳播學刊》（台灣）、《傳播研究與實踐》（台灣）、International Journal of Communication以及China Perspectives匿名評審專家
- Chinese Journal of Communication編輯顧問委員會委員
- 《全球傳媒學刊》編委會委員
- 《網絡傳播》學術咨詢委員會委員 [11]
- 《傳播、文化與政治》（台灣）編輯顧問[12]
- 《新聞愛好者》學術顧問

## 榮譽
- 《經濟信息聯播》榮獲《新周刊》“2002中國電視節目榜”最佳財經節目[13]
- 《對話》榮獲2003年度中國廣播電視學會十佳電視欄目獎[14]
- 《贏在中國》榮獲《新周刊》“2006中國電視節目榜”最佳創富節目[15]
- 《2002年世界經濟年度報告》榮獲2002年度中國廣播電視學會電視經濟節目獎特別類二等獎
- 《2003年世界經濟年度報告》及《2003CCTV中國經濟年度人物評選》分獲中央電視台2003年度專題服務類優秀節目一等獎和二等獎
- 著作《海爾中國造》獲《經濟觀察報》評選的“2002年影響中國商業界的20本書”之一[16]
- 著作《張瑞敏如是說》獲第13屆浙江樹人出版獎[17]（2003）
- 著作《眾聲喧嘩：網絡時代的個人表達與公共討論》獲北京市第十一屆哲學社會科學優秀成果獎二等獎[18]（2008）、第六屆吳玉章人文社會科學獎優秀獎[19] （2012年）
- 作為“全球數字權利評估”項目成員，榮獲Knight News Challenge 獎（2014）
- 獲得全球首個商業思想家排行榜Thinkers 50頒發的Thinkers50數字思維獎提名（2017）
- 入選2018「Thinkers50雷達」名單（Thinkers50 Radar list） [20]（2018）

## 研究領域
- 新媒體與社會的相互作用
- 網絡政治學
- 互聯網治理
- 數字經濟與管理
- 中國當代紀錄片

## 外部連接
- 北京大學新聞與傳播學院師資介紹－－－胡泳教授 （页面存档备份，存于）
- 胡泳的博客 （页面存档备份，存于）